# Priaulx League
Priaulx League là một giải bóng đá chuyên nghiệp ở quần đảo Guernsey, được tổ chức bởi Tổ chức quản lý bóng đá Guernsey, (trước năm 2016 là Hiệp hội bóng đá Guernsey). Mặc dù giải liên kết với English FA, nhưng nó không là một phần của Hệ thống các giải bóng đá ở Anh. Đội vô địch Priaulx League sẽ thi đấu với đội vô địch của Jersey Combination để tranh chức vô địch Upton Park Trophy.

## Lịch sử
Có hai giải đấu khác nữa trên quần đảo (Jackson League và Veterans League), nhưng không có lên xuống hạng từ các giải đó.
Năm 2010, đại diện giải đấu (sau đó được gọi là Hiệp hội Hạt Guernsey ) đánh bại Liverpool County Premier League 5–2 trong trận chung kết FA National League System Cup và đại diện cho Anh tham dự UEFA Regions Cup, bị loại ở vòng bảng tại Macedonia.

## Đội bóng
Các đội bóng sau thi đấu ở mùa giải 2016–17.
- Alderney
- Belgrave Wanderers
- Guernsey Rangers
- Guernsey Rovers
- Northerners
- St. Martins AC
- Sylvans
- Vale Recreation

## Đội vô địch
Các đội vô địch trong quá khứ của giải đấu bao gồm:
| Mùa giải- |                                          |
| --------- | ---------------------------------------- |
| 1893-94   | Band Company, 2nd Batt. Royal Fusilliers |
| 1894-95   | G & H Company Royal Fusilliers           |
| 1895-96   | 10 Company, W Division, R.A.             |
| 1896-97   | 2nd Batt. P.A. Somerset L.I.             |
| 1897-98   | 2nd Batt. Wilts.                         |
| 1898-99   | 2nd Batt. Wilts.                         |
| 1899-00   | Northerners                              |
| 1900-01   | Northerners                              |
| 1901-02   | Grange                                   |
| 1902-03   | Northerners                              |
| 1903-04   | 2nd Batt. Leicesters                     |
| 1904-05   | 2nd Batt. Manchesters                    |
| 1905-06   | 2nd Batt. Manchesters                    |
| 1906-07   | 2nd Batt. Manchesters                    |
| 1907-08   | Northerners                              |
| 1908-09   | 2nd Middlesex Regiment                   |
| 1909-10   | Northerners                              |
| 1910-11   | 2nd Batt. Royal Irish Regiment           |
| 1911-12   | 2nd Batt. Royal Irish Regiment           |
| 1912-13   | Northerners                              |
| 1913-14   | Yorkshire Regiment                       |
| 1914-15   | Không có do Thế chiến thứ I              |
| 1915-16   | Không có do Thế chiến thứ I              |
| 1916-17   | Không có do Thế chiến thứ I              |
| 1917-18   | Không có do Thế chiến thứ I              |
| 1918-19   | Không có do Thế chiến thứ I              |
| 1919-20   | Belgrave Wanderers                       |
| 1920-21   | Northerners                              |
| 1921-22   | Northerners                              |
| 1922-23   | Athletics                                |
| 1923-24   | Northerners                              |

| Mùa giải |                              |
| -------- | ---------------------------- |
| 1924-25  | Guernsey Rangers             |
| 1925-26  | Northerners                  |
| 1926-27  | Northerners                  |
| 1927-28  | Northerners                  |
| 1928-29  | Northerners                  |
| 1929-30  | Northerners                  |
| 1930-31  | Guernsey Rangers             |
| 1931-32  | Northerners                  |
| 1932-33  | Northerners                  |
| 1933-34  | Guernsey Rangers             |
| 1934-35  | Guernsey Rangers             |
| 1935-36  | Northerners                  |
| 1936-37  | Northerners                  |
| 1937-38  | Guernsey Rangers             |
| 1938-39  | Guernsey Rangers             |
| 1939-40  | Không có do Thế chiến thứ II |
| 1940-41  | Không có do Thế chiến thứ II |
| 1941-42  | Không có do Thế chiến thứ II |
| 1942-43  | Không có do Thế chiến thứ II |
| 1943-44  | Không có do Thế chiến thứ II |
| 1944-45  | Không có do Thế chiến thứ II |
| 1945-46  | Không có do Thế chiến thứ II |
| 1946-47  | Belgrave Wanderers           |
| 1947-48  | Northerners                  |
| 1948-49  | Guernsey Rangers             |
| 1949-50  | Guernsey Rangers             |
| 1950-51  | Guernsey Rangers             |
| 1951-52  | Guernsey Rangers             |
| 1952-53  | Northerners                  |
| 1953-54  | Guernsey Rangers             |
| 1954-55  | Guernsey Rangers             |

| Mùa giải |                    |
| -------- | ------------------ |
| 1955-56  | Guernsey Rangers   |
| 1956-57  | Northerners        |
| 1957-58  | Guernsey Rangers   |
| 1958-59  | Guernsey Rangers   |
| 1959-60  | Belgrave Wanderers |
| 1960-61  | Northerners        |
| 1961-62  | Northerners        |
| 1962-63  | Northerners        |
| 1963-64  | St. Martins        |
| 1964-65  | St. Martins        |
| 1965-66  | St. Martins        |
| 1966-67  | St. Martins        |
| 1967-68  | St. Martins        |
| 1968-69  | St. Martins        |
| 1969-70  | St. Martins        |
| 1970-71  | St. Martins        |
| 1971-72  | St. Martins        |
| 1972-73  | Vale Recreation    |
| 1973-74  | Vale Recreation    |
| 1974-75  | Vale Recreation    |
| 1975-76  | Vale Recreation    |
| 1976-77  | Vale Recreation    |
| 1977-78  | Guernsey Rangers   |
| 1978-79  | St. Martins        |
| 1979-80  | Guernsey Rangers   |
| 1980-81  | Vale Recreation    |
| 1981-82  | Vale Recreation    |
| 1982-83  | Vale Recreation    |
| 1983-84  | Vale Recreation    |
| 1984-85  | St. Martins        |
| 1985-86  | Vale Recreation    |

| Mùa giải |                    |
| -------- | ------------------ |
| 1986-87  | Vale Recreation    |
| 1987-88  | Vale Recreation    |
| 1988-89  | Vale Recreation    |
| 1989-90  | Northerners        |
| 1990-91  | Northerners        |
| 1991-92  | Northerners        |
| 1992-93  | Vale Recreation    |
| 1993-94  | Sylvans            |
| 1994-95  | Sylvans            |
| 1995-96  | Sylvans            |
| 1996-97  | Sylvans            |
| 1997-98  | Sylvans            |
| 1998-99  | Sylvans            |
| 1999-00  | Sylvans            |
| 2000-01  | Sylvans            |
| 2001-02  | Sylvans            |
| 2002-03  | Vale Recreation    |
| 2003-04  | St. Martins        |
| 2004-05  | Sylvans            |
| 2005-06  | Belgrave Wanderers |
| 2006-07  | Northerners        |
| 2007-08  | Belgrave Wanderers |
| 2008-09  | Northerners        |
| 2009-10  | Belgrave Wanderers |
| 2010-11  | St. Martins        |
| 2011-12  | Northerners        |
| 2012-13  | Belgrave Wanderers |
| 2013-14  | Belgrave Wanderers |
| 2014-15  | Northerners        |
| 2015-16  | Northerners        |

### Winners Tally
Tính đến mùa giải 2015-16:
| Đội bóng                                 | Winners Tally |
| Northerners                              | 32            |
| Guernsey Rangers                         | 17            |
| Vale Recreation                          | 15            |
| St. Martins                              | 13            |
| Sylvans                                  | 10            |
| Belgrave Wanderers                       | 8             |
| 2nd Batt. Manchesters                    | 3             |
| 2nd Batt. Royal Irish Regiment           | 2             |
| 2nd Batt. Wilts.                         | 2             |
| 10 Company, W Division, R.A.             | 1             |
| 2nd Batt. Leicesters                     | 1             |
| 2nd Batt. P.A. Somerset L.I.             | 1             |
| 2nd Middlesex Regiment                   | 1             |
| Athletics                                | 1             |
| Band Company, 2nd Batt. Royal Fusilliers | 1             |
| G & H Company Royal Fusilliers           | 1             |
| Grange                                   | 1             |
| Yorkshire Regiment                       | 1             |